# Refuge Manganu
Il refuge Manganu è un rifugio alpino che si trova nel comune di Orto, in Corsica, a 1.601 m d'altezza nella piccola valle del torrente Lizola, tributario del Liamone, ai piedi del Capo a Sorbi (2.267 m). Il rifugio ha una capienza di 30 posti.